# Nödinge-Nol
Nödinge-Nol är en tätort i Västergötland och centralort för Ale kommun i Västra Götalands län.
Tätorten ligger på östra sidan av Göta älv består av de tre sammanvuxna tidigare tätorterna Nödinge, Nol och Alafors. Nol och Alafors räknades som sammanväxta från tätortsavgränsningen 1970 och från 1990 räknas även Nödinge in i tätorten. Kommunhuset ligger i Alafors, dock är delar av den kommunala administrationen förlagd till Nödinge där även kommunens centrum ligger.
Nödinge-Nol är definierad och avgränsad av Statistiska centralbyrån och de ingående orterna finns fortfarande på Lantmäteriets kartor som de tre orterna Nödinge, Nol och Alafors.

## Befolkningsutveckling
| Befolkningsutvecklingen i Nödinge-Nol 1990–2020                           | Befolkningsutvecklingen i Nödinge-Nol 1990–2020 | Befolkningsutvecklingen i Nödinge-Nol 1990–2020 | Befolkningsutvecklingen i Nödinge-Nol 1990–2020 | Befolkningsutvecklingen i Nödinge-Nol 1990–2020 |
| ------------------------------------------------------------------------- | ----------------------------------------------- | ----------------------------------------------- | ----------------------------------------------- | ----------------------------------------------- |
|                                                                           |                                                 |                                                 |                                                 |                                                 |
| År                                                                        |                                                 |                                                 | Folkmängd                                       | Areal (ha)                                      |
| 1990                                                                      | 1990                                            |                                                 | 8 311                                           | 526                                             |
| 1995                                                                      | 1995                                            |                                                 | 8 695                                           | 547                                             |
| 2000                                                                      | 2000                                            |                                                 | 8 873                                           | 552                                             |
| 2005                                                                      | 2005                                            |                                                 | 9 077                                           | 560                                             |
| 2010                                                                      | 2010                                            |                                                 | 9 822                                           | 599                                             |
| 2015                                                                      | 2015                                            |                                                 | 11 117                                          | 852                                             |
| 2020                                                                      | 2020                                            |                                                 | 11 476                                          | 842                                             |
| Anm.: Från 2015 ingår de tidigare småorterna Granås, Hallbacken och Torp. |                                                 |                                                 |                                                 |                                                 |

## Kända profiler
- Carl-Einar Häckner, trollkarl, komiker, sångare och författare.
- Marika Domanski Lyfors, fotbollsspelare och -tränare (Spelade i Nödinge SK under åren 1971-1974).
- Filip Johansson, bandy- och fotbollsspelare.
- Gideon Ståhlberg, internationell stormästare i schack.

## Bilder

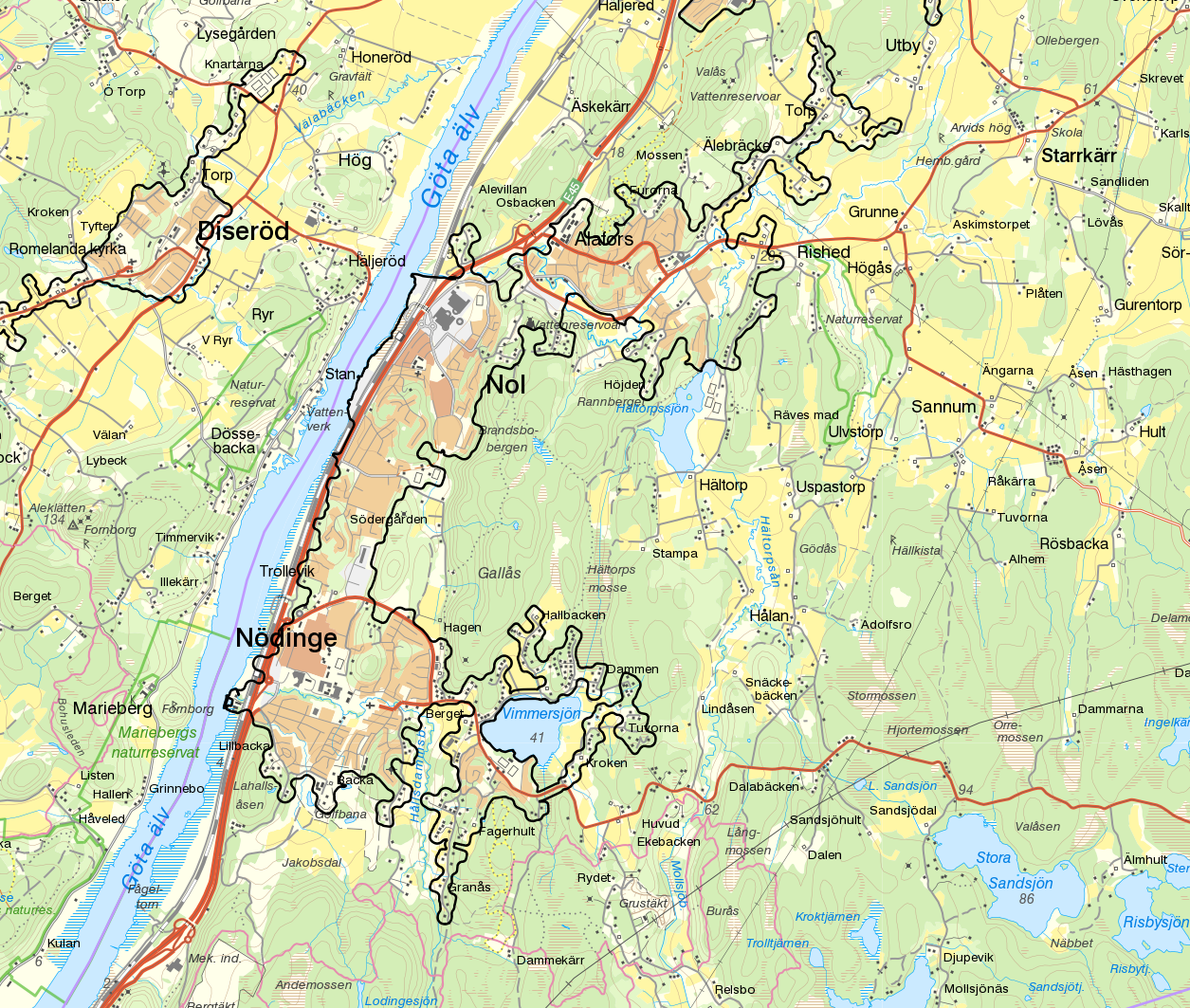
Den av Statistiska centralbyrån avgränsade tätorten Nödinge-Nol, med gränserna från tätortsavgränsningen 2015. Till vänster på kartan syns tätorten Diseröd i Kungälvs kommun och högst upp på kartan syns Älvängen i Ale kommun.